# 프랑스계 오스트레일리아인
프랑스계 오스트레일리아인(프랑스어: Australiens d'origine française)은 일부는 스스로를 위그노라고 부르며, 프랑스인 혈통을 가진 오스트레일리아 시민 또는 거주자, 또는 오스트레일리아에 거주하는 프랑스 출생자를 의미한다. 2021년 인구조사에 따르면, 오스트레일리아에는 프랑스계 혈통을 가진 148,922명과 프랑스 출생 거주자 36,028명이 있었다. 가장 큰 프랑스계 오스트레일리아인 공동체는 뉴사우스웨일스주에 있다.

## 인구통계

2011년 인구조사 기준 우편 지역별 시드니 인구 대비 프랑스 혈통을 가진 사람들의 비율.

2006년 오스트레일리아 인구조사에 따르면, 98,332명의 오스트레일리아인(전체 인구의 0.47%)이 단독 또는 다른 혈통과 함께 프랑스계 혈통을 주장했다. 이들 중 19,186명은 프랑스에서 태어났고 그 중 12,735명은 이후 오스트레일리아 시민권을 취득했다.
프랑스 출신 거주자 중 8,281명(43%)은 1979년 또는 그 이전에 오스트레일리아에 도착했다.

## 역사
브루니 당트르카스토, 장 미셸 위옹 드 케르마덱, 라페루즈, 루이 앙투안 드 부갱빌, 쥘 뒤몽 뒤르빌, 니콜라 보댕, 프랑수아 페롱, 마르크 조제프 마리옹 뒤프렌은 이 대륙에 도달한 초기 유럽 탐험가 중 일부였다. 프랜시스 배럴리어는 블루마운틴스를 탐험했다.
프랑스계 오스트레일리아인 중 다수는 위그노 난민의 후손이다. 오스트레일리아에 도착한 초기 위그노 중 일부는 영국 사회에서 저명한 지위를 가졌는데, 특히 제인 프랭클린과 찰스 라 트로브가 그러했다.
나중에 온 사람들은 더 가난한 위그노 가족 출신이었다. 그들은 19세기와 20세기 초에 이스트엔드오브런던의 빈곤, 특히 스피털필즈와 베스널그린의 위그노 거주지에서 벗어나기 위해 영국에서 오스트레일리아로 이주했다. 그들의 빈곤은 위그노가 지배하던 비단 직조 산업의 붕괴를 초래한 산업 혁명의 영향으로 발생했다.
여러 프랑스 성직자, 수녀, 수도회는 오스트레일리아 가톨릭교회에 기여했다. 그들 중에는 드 라 살 수도회의 교육 수도회, 마리스타 교육수사회와 마리스타 수녀회가 포함된다. 저명한 학교인 세인트 조셉 칼리지, 헌터스 힐은 1881년 프랑스 마리스타 형제 에밀리앙 퐁테에 의해 설립되었다. 마리스타 신부들은 본당에서 사역하고 남태평양에서 선교 활동을 수행했다. 뉴사우스웨일스주 켄싱턴에 본부를 둔 성심 선교사회는 외딴 오스트레일리아와 뉴기니에서 선교 활동을 펼쳤다.
프랑스 건축의 영향은 헌터스 힐에서 여전히 볼 수 있는데, 교회 건물뿐만 아니라 이 교외 지역에 비정상적으로 많은 수의 프랑스인 정착민이 지은 개인 주택에서도 찾아볼 수 있다.
제2차 세계대전 이후 프랑스인의 오스트레일리아 이민이 가장 크게 증가한 시기는 1960년대와 1970년대였다. 다른 많은 유럽 국가들과 달리 프랑스는 만성적인 고용 부족으로 인해 전후 즉시 이민 계획을 수립하지 않았다. 그럼에도 불구하고 오스트레일리아는 당시 프랑스인을 가장 바람직한 이민자로 여겼다.
그 이후로 프랑스인들의 오스트레일리아 이민은 소규모로만 이루어졌다. 현재 프랑스-오스트레일리아 공동체의 많은 사람들은 프랑스 해외 영토, 특히 누벨칼레도니 출신이다.

## 문화
오늘날 혁명 기념일 주말에 열리는 브리즈번 프랑스 축제는 오스트레일리아에서 가장 큰 프랑스 축제이다. 참가자에는 프랑스 출생 오스트레일리아인과 더 먼 프랑스 혈통을 가진 오스트레일리아인이 모두 포함된다.
알리앙스 프랑세즈는 대부분의 오스트레일리아 도시에서 활발하게 활동하며 프랑스어를 가르치고, 보졸레 누보 축제와 같은 문화 행사를 개최하며, 국가의 연례 프랑스 영화제를 후원한다. SBS 또한 오스트레일리아 관객들에게 프랑스 영화와 문화의 인기를 높이는 데 많은 기여를 했지만, 주류 관객들에게는 여전히 할리우드가 우세하다.
프랑스 위그노 혈통을 가진 일부 오스트레일리아인들은 이 나라의 지배적인 앵글로색슨 문화에 완전히 동화되었지만, 대부분은 여전히 조용하지만 끈질기게 자신들의 프랑스 유산의 많은 측면을 지키고 추방된 지 수백 년이 지난 후에도 스스로를 위그노로 매우 강하게 인식하고 있다. 오스트레일리아 위그노 협회는 오스트레일리아 위그노들이 자신들의 문화유산을 받아들이도록 장려하고 가계도 연구 서비스를 제공하는 데 많은 노력을 기울인다.
프랑스 요리는 프랑스풍 카페, 레스토랑, 베이커리가 대부분의 주요 도시에 있는 등 이 나라에 영향을 미쳤다. 프랑스 이민자 셰프들, 특히 TV에 출연하는 셰프들은 테루아르 개념에 대한 이해를 포함하여 프랑스 요리와 음식 철학을 홍보하는 데 많은 기여를 했다.
프랑스 자선 협회는 고령 및 무능력 프랑스계 오스트레일리아인을 위한 지원 네트워크를 제공하며 국가에서 활발하게 활동하고 있다.
오스트레일리아에 거주하는 프랑스 출생자 대부분은 로마 가톨릭 신자이며, 활기찬 위그노 혈통의 오스트레일리아인 그룹에도 불구하고 프랑스개혁교회 (Église Réformée de France)는 아직 이 나라에 자리를 잡지 못했다. 그러나 떼제식 예배는 로마 가톨릭 신자와 다양한 교파의 개신교 신자 모두에게 점점 더 인기를 얻고 있다. 떼제는 이 나라에서 주요 풀뿌리 에큐메니컬 운동 중 하나를 제공한다.

## 교육
오스트레일리아의 프랑스 국제 학교는 다음과 같다.
- 리세 콩도르세 (시드니)
- 캔버라 텔로피아 파크 스쿨 (캔버라)
- 오번 고등학교 (멜버른)
- 팅갈파 주립 학교/팅갈파 에콜 푸블리크 (브리즈번)[15]
- 에콜 마테르넬 프랑코-오스트레일리아 레드 힐 (캔버라)[16]
- 콜필드 주니어 칼리지 프랑스어 섹션/멜버른 프랑스어 학교 (멜버른)[17]

## 같이 보기
- 알리앙스 프랑세즈
- 오스트레일리아-프랑스 관계
- 브르타뉴인
- 칼도슈
- 캐나다계 오스트레일리아인
- 드라고나드
- 유럽계 오스트레일리아인
- 오세아니아의 유럽인
- 프랑스 디아스포라
- 프랑스의 역사
- 위그노 십자가
- 위그노
- 오스트레일리아 이민
- 위그노 목록
- 프랑스개혁교회
- 프랑스의 종교
- 낭트 칙령 폐지
- 떼제 공동체